# Alice Nine
Alice Nine. (アリス九號?) är ett japanskt J-rock och visual kei-band. De bildades i början av 2004 och har sedan dess haft samma uppsättning medlemmar. Gruppen har släppt fyra album, Zekkeishoku, Alpha, Vandalize och GEMINI, och ett antal singlar, EP och DVDer. Alice Nine har blivit ett populärare band med tiden. År 2007 den 25 maj var deras första uppträdande på JRock Revolution festival i Los Angeles, California, där uppträdde de med ett flertal andra J-rockband. Detta var deras första uppträdande utanför Japan. Bandet släppte singeln "Tsubasa" i år, vilken kom på sjätte plats på Oriconlistan i Japan.
Singeln "Mirror Ball" är även med på soundtracket till filmen Aquarian Age. Det finns tre olika versioner av denna sång.